# Callan McAuliffe
Callan McAuliffe, né le 24 janvier 1995, est un acteur australien.
Il est surtout connu pour ses rôles de Alden dans la série The Walking Dead, Bryce Loski dans le long métrage américain Flipped et également Sam Goode dans Numéro quatre. Il est apparu comme jeune Gatsby dans le film Gatsby le Magnifique.

## Biographie
McAuliffe est originaire de Clontarf, une banlieue de Sydney en Nouvelle-Galles du Sud. Il est le fils de Claudia Keech et Roger McAuliffe, qui est un romancier, journaliste et directeur de Creative Writer. Il est le cousin de l'actrice Jacinta John. Ses grands-parents étaient des Irlandais. Il a fréquenté le Scots College à Sydney.
McAuliffe est aussi l'ambassadeur de la jeunesse de Wolf Connection, une organisation à but non lucratif basée en Californie qui sauve les loups et les chiens-loups et aussi une éducation des jeunes et de responsabilisation.

## Carrière

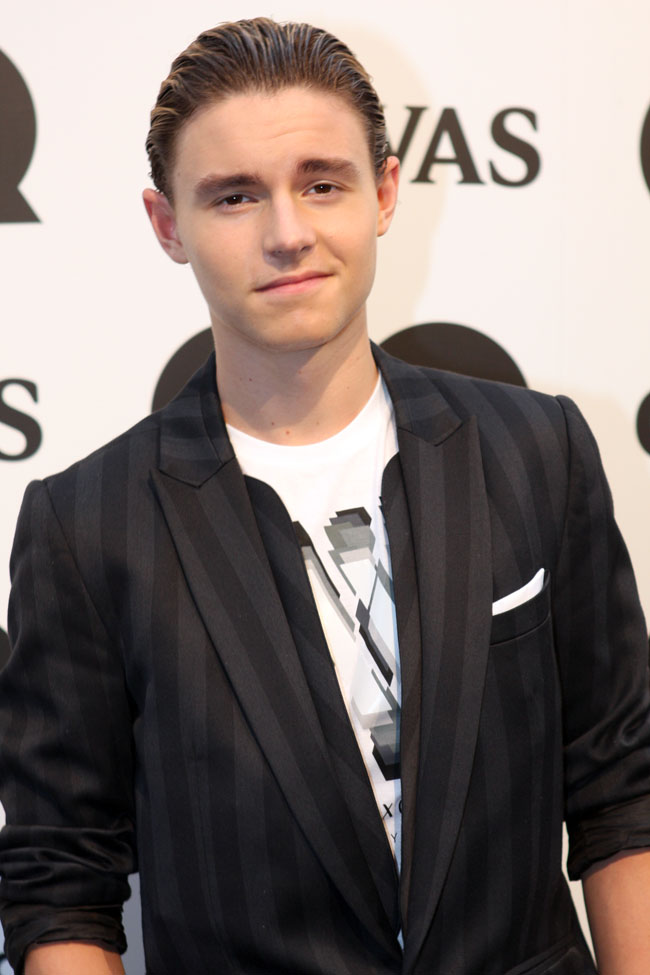
Callan McAuliffe en 2011.

Callan est surtout connu pour ses rôles de Bryce Loski dans  Un cœur à l'envers (Flipped) de Rob Reiner et de Sam Goode dans Numéro quatre de D. J. Caruso.

## Filmographie

### Cinéma

#### Longs métrages
- 2010 : Un cœur à l'envers (Flipped) de Rob Reiner : Bryce Loski
- 2010 : 1MC: Something of Vengeance de Martyn Park : Bud
- 2011 : Numéro quatre (I Am Number Four) de D. J. Caruso : Sam Goode
- 2013 : Gatsby le Magnifique (The Great Gatsby) de Baz Luhrmann : le jeune Jay Gatsby
- 2013 : Beneath the Harvest Sky (en) de Aron Gaudet et Gita Pullapilly : Dominic
- 2014 : Robots Supremacy de Jon Wright : Sean Flynn
- 2014 : Kite de Ralph Ziman : Oburi
- 2015 : The Prison Experiment - L'Expérience de Stanford de Kyle Patrick Alvarez : Ward
- 2016 : The Legend of Ben Hall (en) de Matthew Holmes : Daniel Ryan
- 2016 : Hacker de Akan Satayev : Alex
- 2017 : Ten de Chris Roberts : Ben

#### Courts métrages
- 2004 : D.C. de Ian P.F. McDonald : Jonathan jeune
- 2009 : Franswa Sharl de Hannah Hilliard : Greg Logan
- 2012 : Garden of Eden de Max Joseph : Jake

### Télévision

#### Séries télévisées
- 2007 : Comedy Inc. (4 épisodes)
- 2008 : Blue Water High : Surf Academy : Ben (2 épisodes)
- 2008 : Resistance : Terrance (1 épisode)
- 2009 : Packed to the Rafters : Rhys (2 épisodes)
- 2011 : Cloudstreet  : Quick jeune (2 épisodes)
- 2014 : Homeland : Tim (épisode 12, saison 4)
- 2016 : Blow Your Own Trumpet : Brian (7 épisodes)
- 2017 -  2022 : The Walking Dead : Alden (Récurrent Saison 8, Principale  Saison 9 à 11, 27 épisodes)

#### Téléfilms
- 2012 : Underground : L'Histoire de Julian Assange (Underground: The Julian Assange Story) de Robert Connolly : Prime Suspect
- 2015 : Point of Honor de Randall Wallace : Lockwood